# ارته (کوهرنگ)
ارته روستایی است در شهرستان کوهرنگ، بخش بازفت، استان چهارمحال و بختیاری.